# Storbritanniens riksregalier

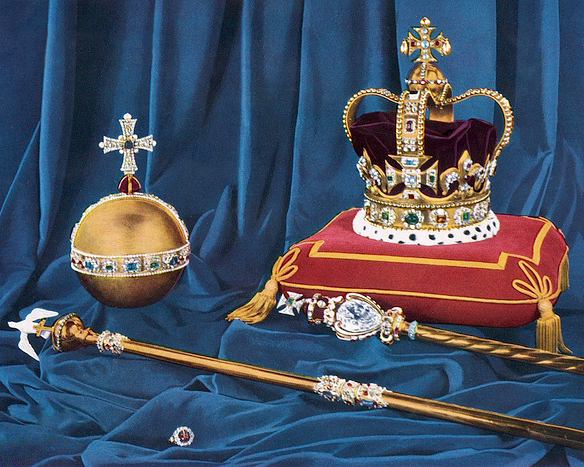
Kröningsregalierna.

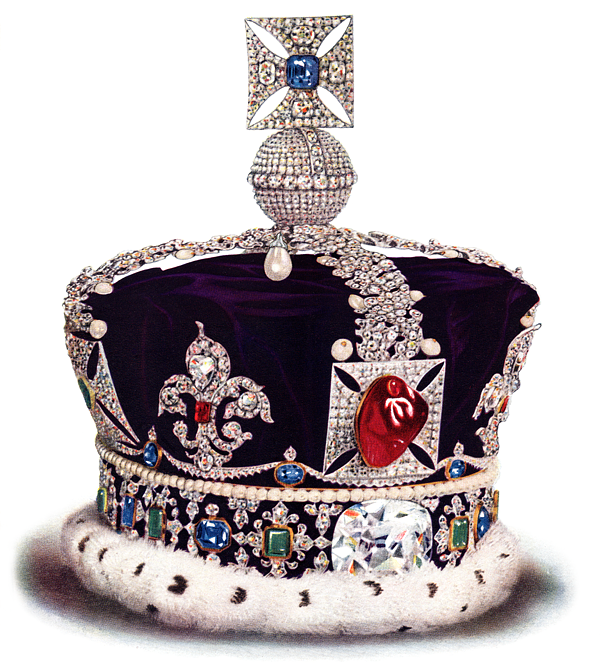
Imperial State Crown.

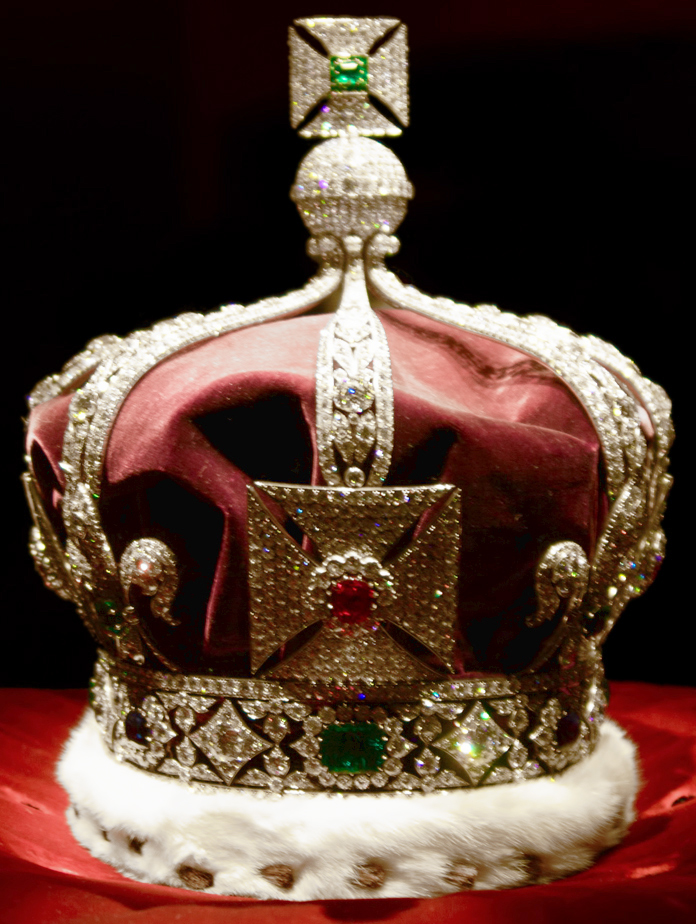
Den indiska kejsarkronan.

Storbritanniens riksregalier som förvaras i Towern i London är viktiga symboler för monarkin och landet.
Samlingen består delvis av objekt som var Englands riksregalier innan unionsakterna med Skottland bildade det förenade kungariket. Föremålen ägs av kronan (staten genom monarken).

## Förteckning
Regalierna är: 
- Sankt Edvards krona, kungakronan som enbart används vid kröningsceremonin.[3]
- Imperial State Crown, kungakronan som normalt används varje år vid parlamentets öppnande.[4]
- Imperiekronan för kejsaren av Indien [5]
- Georg IV:s statsdiadem
- Maria av Modenas drottningkronor 
  - Statsdiadem
  - Coronation Crown
  - State Crown
- Spiror och riksäpplen
  - Spiran med korset
  - Spiran med duvan
  - Riksäpplet
  - Maria II:s riksäpple
- Svärd
  - Jewelled Sword of Offering, gyllene svärd
  - Sword of State, statssvärd
  - Svärdet för andlig rättvisa
  - Svärdet för världslig rättvisa
  - Sword of Mercy, också kallad Curtana, spetslös svärd

- Andra artefakter förknippade med den brittiska monarkin
  - Cap of Maintenance
  - White wand eller White Rod
  - Smörjhornet
  - Smörjskeden
  - Ringen för konungslig värdighet